# Александровский (Чулымский район)
Александровский — посёлок в Чулымском районе Новосибирской области. Входит в состав Ужанихинского сельсовета.

## География
Площадь посёлка — 45 га.

## Население
| 1926 | 2002 | 2007 | 2010 |
| ---- | ---- | ---- | ---- |
| 607  | ↘118 | ↘90  | ↘55  |

## Инфраструктура
В посёлке по данным на 2007 год отсутствует социальная инфраструктура.